# Aviat Husky
Die Aviat Husky ist ein zweisitziges Leichtflugzeug des US-amerikanischen Flugzeugherstellers Aviat Aircraft.

## Geschichte

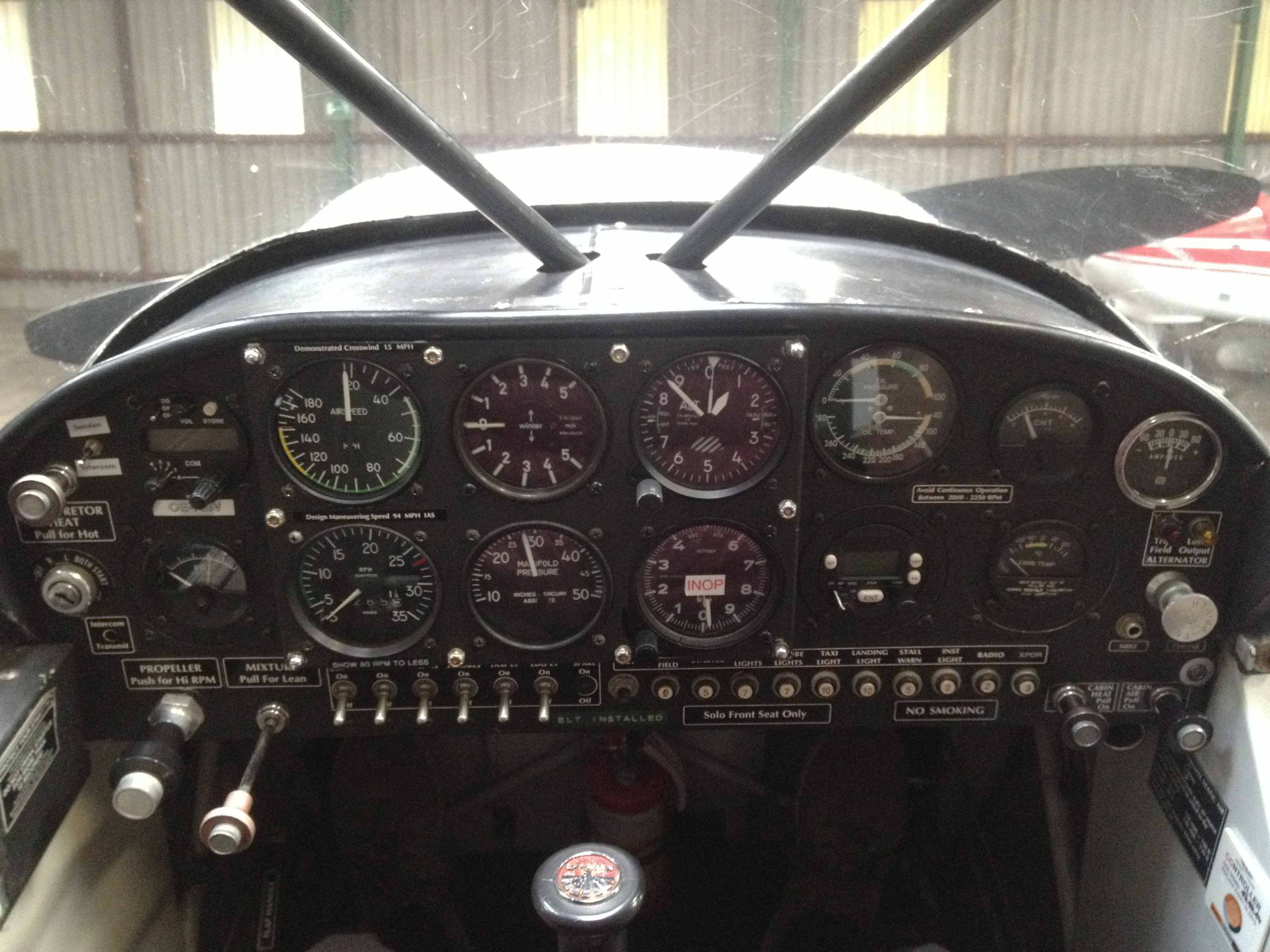
Cockpit einer Husky A-1

Die Entwicklung von Christen Industries begann 1985. Das Flugzeug ist eines der wenigen seiner Klasse, das mit Hilfe eines Computer-Aided-Design-Programms entworfen wurde. Der Erstflug des Prototyps fand 1986 statt, die FAA-Musterzulassung wurde 1987 erteilt.
Die beiden Pilotensitze des abgestrebten Schulterdeckers sind hintereinander angeordnet (Tandemanordnung). Der Rumpf des Flugzeugs besteht aus einem mit dem sehr witterungsbeständigen Kunststoff PET bespannten Stahlrohrgerüst. Bei den Flügeln ist der Nasenkasten bis zum Holm in Ganzmetallbauweise mit Blechbeplankung ausgeführt, der hintere Teil des Flügels ist ebenfalls mit PET bespannt. Die Schulterdeckerbauweise wurde wegen der optimalen Sicht gewählt, die für die Einsatzzwecke der Husky – vor allem Beobachtungs- und Patrouillenflüge – wichtig und notwendig ist. Die Maschine hat für ihr geringes Fluggewicht eine relativ hohe Leistung, da sie mit einem 135 kW (180 PS) starken Vierzylinder-Boxer-Motor O-360 von Textron-Lycoming und einem Verstellpropeller ausgestattet ist. Dieses hohe Leistungs-Gewichts-Verhältnis und die mit 17 m² recht große Flügelfläche ergeben eine optimale Kurzstart- und Landefähigkeit.
Auf Wunsch ist das Flugzeug auch mit Schwimmern oder verschieden großen Schneekufen sowie hydraulisch einziehbaren Skis (RF8001) erhältlich, womit Einsätze vom Tiefschnee bis zu Betonpisten möglich sind. Die Husky kann auch mit einer Schleppkupplung für den Banner- oder Segelflugzeugschlepp ausgerüstet werden.
Die Husky ist für den Hersteller Aviat Aircraft eines der am besten verkauften Flugzeuge der letzten zwanzig Jahre geworden. Bereits mehr als 450 Stück haben inzwischen ihre Besitzer gefunden. Das Flugzeug wird für Beobachtungs-, Patrouillen- oder Grenzkontrollflüge, zum Segelflugzeugschlepp, für den Agrarflug und viele andere Aufgaben eingesetzt.
Zu den Kunden gehört neben dem US-Innenministerium auch der Kenia Wildlife Service, der insgesamt sieben dieser Maschinen benutzt, um unter anderem Elefantenherden aus der Luft vor Wilderern zu schützen.

## Varianten

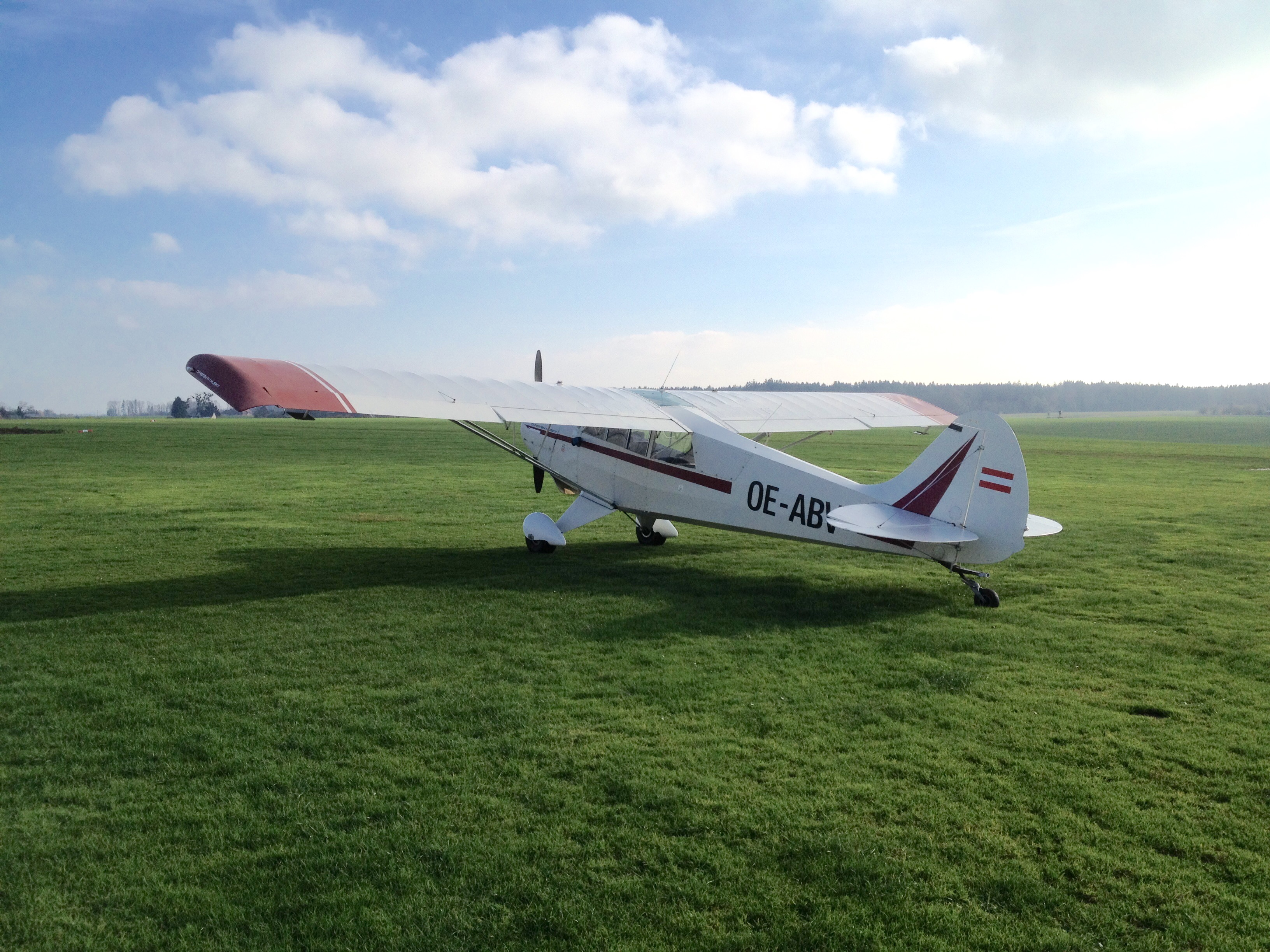
Aviat Husky A-1

Die Husky gibt es in verschiedenen Varianten: die originale A-1, A-1A, A-1B und die A-1C. Die „Pup“ (engl.: Welpe) verfügt nur optional über Klappen bzw. einen Verstellpropeller und hat lediglich den 160-PS-Lycoming-Motor O-320.
Die A-1C ist auch mit 200-PS-Einspritzmotor erhältlich, der aber im Gegensatz zu allen anderen Motoren der Husky nicht für den Betrieb mit Mogas zugelassen ist.
Die verschiedenen Versionen unterscheiden sich hauptsächlich durch ein höheres Abfluggewicht. Technisch sind sie identisch. Lediglich die Höhenflossen der A-1B mit 2200 lbs Mtow und die der A-1C haben einen von −0,9° auf −1,3° verkleinerten Einstellwinkel. Durch diesen erreicht man eine geradere Anströmung des Höhenruders bei hinteren Schwerpunktlagen. Die Nachrüstung ist einfach und dauert etwa zwei Stunden.
Ab der A-1B wurde auch eine weitere Klappe zur besseren Erreichbarkeit des Kabinenkofferaums eingebaut. Große Gepäckstücke müssen aber durch die Kabine eingeladen werden. Die A-1B gibt es auch mit einem noch stärkeren 200-PS-Motor als MD-Version. Dieser macht die Maschine allerdings schwerer und relativ kopflastig.
An allen Versionen sind je nach verwendetem Propeller Reifen der Größe 600X6, 800X6, 850X6, 26"-Goodyear-Blimp-Reifen und die schlauchlosen Tundra Tires von 26" bis 32" zugelassen. Der beste Allround-Reifen ist der 850X6.

## Technische Daten
| Aviat Husky 1-A1:      |                                   |
| Kenngröße              | Daten                             |
| Länge                  | 6,88 m                            |
| Flügelspannweite       | 10,73 m                           |
| Höhe geschätzt         | 2,3 m                             |
| Antrieb                | Textron Lycoming O-360 mit 180 PS |
| Reisegeschwindigkeit   | 225 km/h                          |
| Mindestgeschwindigkeit | 67 km/h                           |
| Besatzung              | 2 Piloten                         |
| Leergewicht            | 580 kg                            |
| max. Fluggewicht       | 816 kg / 1800 lbs                 |